# 謝師元
謝師元，清朝政治人物。
光绪二十四年（1898年），擔任清朝廣州府南海縣知縣。后由楊鎮榮接任。